# Бідерман Герман
Герман Ігнац БІДЕРМАН (Hermann Ignaz Bidermann) (Відень, 3.08.1831 -- Грац, 25.04.1892) – австрійський державознавець, правник, історик, етнограф, статистик, економіст, політичний публіцист. Випускник університету Інсбрука, д-р права (1853). Габілітація з політичних наук (Пешт, 1855). Приват-доцент Пештського університету, професор Кашавської (Кошиці) та Пресбурзької (Братислава) юридичних академій, Інсбрукського та Грацького університетів, ректор двох останніх. Член-кореспондент цісарсько-королівської Центральної статистичної комісії.
Сфера наукових інтересів – історія австрійської державності та права, а також окремих регіонів та етносів монархії. Найзначніший австрійський дослідник минувшини Закарпаття і тогочасного життя його населення (передовсім – українського), автор першої комплексної монографії з цієї тематики: «Угорські русини. Територія, заняття, історія» (Інсбрук, 1862-67, у 2-х томах). Торкався проблем Закарпаття й в інших книжках і статтях. Працюючи в Кошицях (1858-60 рр.), надавав допомогу місцевій владній адміністрації в опрацюванні даних перепису 1857 року. Подорожував Закарпаттям із дослідницькою метою (1859 р.), розшукуючи тут писемні джерела та збираючи польову інформацію. Також досліджував історію та політичне становище Буковини і Галичини.  Праці Бідермана вирізняються  «винятковою увагою до деталей» (Ф.Кронес), винахідливістю наукової думки історика та безкомпромісністю громадянської позиції австрійського централіста.
Домінуюча роль Г.І.Бідермана в австрійській історіографії Закарпаття визначається його найбільшим (порівняно з іншими австрійськими дослідниками) науковим внеском, комплексністю і системністю студій, їхньою регулярністю, адже історія регіону та його автохтонного населення стала для вченого однією з провідних дослідницьких тем на все життя. Ця роль ще більше увиразнюється з огляду на наукову вагу порушених дослідником історичних проблем, способи їхнього вирішення, отримані висновки. До таких проблем варто віднести передовсім етнічну тотожність русинів (українців) Закарпаття з русинами Галичини, Буковини та підросійської України, автохтонність (або, за Г.І.Бідерманом, первинність по відношенню до угорців) русинського населення краю, питання самоназви, етногенезу та етнічної історії русинів, політичне і соціально-економічне становище русинів Закарпаття, історичну модель міжетнічних відносин у регіоні та його демографічного розвитку тощо. Повна бібліографія творів ученого надто велика: не рахуючи статей у наукових збірниках і великого масиву публіцистики, одних окремих видань (монографій і брошур) є понад три десятки. Чимало з них є окремими виданнями статей, раніше поданих у збірниках, журналах, газетах.

### Книги
- “Die ungarischen Ruthenen, ihr Wohngebiet. ihr Erwerb und ihre Geschichte”, у двох частинах (1862–1867).
- Die ruthenische Nationalität und ihre Bedeutung für Österreich (1863).
- Russische Umtriebe in Ungarn. Ein Beitrag zur Geschichte Österreichs wie Russlands. Mit einem Anhange: Zur Statistik der Ungarischen Slaven (1867).
- Die Bukowina unter österreichischer Verwaltung (1876).
- Die Romanen und ihre Verbreitung in Österreich. Ein Beitrag zur Nationälitaten-Statistik mit einleitenden Bemerkungen über deren Verhältniss zu den Rechts- und Staatswissenschaften (1877).